# Балада про дві скрипки
«Балада про дві скрипки» — українська естрадна пісня, написана навесні 1971 року; композитор — Володимир Івасюк, автор слів — Василь Марсюк; перша пісня Івасюка, яку виконала Софія Ротару. 

## Історія створення
Навесні 1971 року молодий поет, уродженець міста Мар'їнка Донецької області, викладач однієї зі спеціальних шкіл Черкас Василь Марсюк приїхав до Чернівецького університету пройти перепідготовку. Він готував до видання першу поетичну збірку і залишив свій рукопис викладачу кафедри української філології Михайлу Івасюку, батьку Володимира Івасюка. Так вірші Марсюка потрапили до рук Володимира. Між поетом і композитором зав'язалась дружба, і згодом Івасюк попросив Марсюка написати вірш, який той поклав би на ноти. Через декілька днів поет приніс текст «Балади про дві скрипки».
Василь Марсюк згадував про те, як вони двоє працювали над піснею:
|  | Ранній ранок. Ми біля рояля. Володя весь час імпровізує. Відриваючись від клавішів, просить дещо змінити порядок слів, десь продовжити рядок, ламаючи першородний розмір вірша. Я — великий тугодум, і експромтом творити чи змінювати — непроста річ. Але робота дуже захопила нас. Це була велика радість і велика мука спільного думання. Володя вимогливий до краю, але без тиску, «без нервів». Накурили безбожно. Добре, що батьки на роботі. Кава і велика коробка шоколадних цукерок. І знову безконечні варіанти, варіанти… І І цигарки, і короткі перемовки лише про слова пісні, тільки про неї. Розійшлися пополудні, коли вже очманіли від напруження. |

Аби «вжитися» у вірш та вдосконалити деякі словосполучення і фрази, Івасюк передруковував його на друкарській машинці свого батька безліч разів: у архіві композитора збереглося 12 варіантів тексту. 1974 року, коли він готував свою першу платівку-гігант, то в анотації до «Балади про дві скрипки» написав: «композитор залишає людям „снів своїх красу“».
1972 року Івасюк зіграв пісню на Львівському радіо та в інтерв'ю сказав про неї наступне: «Ця пісня написана на слова черкаського поета Василя Марсюка, в якій він своєрідно використовує народні мотиви. Це моє особисте бачення, відчуття, це вірш про людину-поета, яка своєю творчістю несе найрізноманітнішу гаму почуттів, будить багато емоцій і яка, врешті-решт, як співається у цій пісні, залишає на світі „снів своїх красу“, красу своїх помислів, бажань і емоцій…»

## Музика
Розпочинається балада фортепіанним вступом імпровізаційного характеру, він дуже подібний на вступ до раннього твору композитора «Я піду в далекі гори». Ще однією характерною особливістю «Балади про дві скрипки», яка теж зустрічається в інших піснях Івасюка, є одноголосся на початку твору, що плавно переходить у двоголосся в терцію. Незвичним для естрадної пісні став супровід, виконаний на цимбалах.
У «Баладі про дві скрипки» Івасюк поєднав два мелоси: східноукраїнський (наддніпрянська народна пісня-балада) та західноукраїнський буковинський (супровід на цимбалах). Ідея такого поєднання прийшла Івасюку в Коломийській музичній школі, де він грав за роялем, який купили на початку XX століття селяни та прогресивна інтелігенція з нагоди приїзду композитора Миколи Лисенка.

## Виконання
Прем'єра пісні відбулася 28 червня 1972 року на Чернівецькому телебаченні у телепрограммі «Сяйво»: за роялем грав Івасюк, а співала Софія Ротару, яка тоді вже була відома як переможниця Всесвітнього фестивалю молоді й студентів у Софії за виконання народних молдавських пісень. Це була перша пісня композитора, яку заспівала Ротару, і згодом «Балада про дві скрипки» стала однією з основних пісень у першому репертуарі співачки. 1975 року Ротару заспівала її у музичному фільмі «Пісня завжди з нами», який зняв режисер Віктор Стороженко.
Серед інших виконавців: ВІА «Ватра», Брія Блессінг разом із гуртом ShockolaD, гурт «Курбаси».